# جيمس هانلي (سياسي)
جيمس هانلي هو سائق قطار ‏ وسياسي أمريكي، ولد في 1847، وتوفي في 1916.